# Seafight
Seafight is een online browserspel van Bigpoint. Het spel is sinds maart 2006 online en telt per september 2021 meer dan 49 miljoen geregistreerde spelers.
Seafight is in 25 talen beschikbaar.

## Opbouw van het spel
In Seafight speelt men met een virtueel schip op een zeekaart. Om ervaringspunten te verzamelen moet de speler andere schepen (van andere spelers of van NPC's) tot zinken brengen, quests volbrengen, en zo hogere levels halen of een van de vele bonusmappen uitspelen. Hoe hoger het level dat een speler bereikt, des te beter worden de scheepsklassen waarover hij/zij kan beschikken. Ook kan een speler als hij/zij een hoger level bereikt nieuwe kaarten verkennen. Het hoogste level dat een speler kan bereiken is op dit moment vijftig.
Als piraat kan de speler ook in een gilde (clan) gaan, of er een oprichten, en samen een eiland veroveren.
Er is in 2015 een update gekomen met als naam de liga, dit was het oude elp ranking systeem.
Met de liga vallen er daalders te winnen, waarmee ingame items gekocht kunnen worden.

## Doel van het spel
Een enkele speler kon elke maand de Jackpot-Battle winnen van maximaal € 10.000. Als Gilde kon men maximaal $ 5000 winnen, door de Gilde-Jackpot te winnen, die dan over de leden wordt verdeeld.
- De Jackpot-Battle is verwijderd uit het spel.

## Spelkosten
In het spel kan de speler met parels voorwerpen kopen op de marktplaats (voorheen Bazaar), zoals schepen, wapens, uitrusting of munitie. Deze parels kan een speler kopen voor echt geld, maar kan ook verdiend worden door NPC's tot zinken te brengen, of quests succesvol af te ronden. Op de marktplaats kan men ook bieden op die items met goud, zodat men het spel gratis kan spelen. Er zijn ook premiumpakketten, voordeelpakketten, starterskits en spaarpakketten te koop.

## Systeemvereisten
Seafight werkte tot 2021 met Adobe Flash en kon alleen met een browser worden gespeeld. Door het beëindigen van de ondersteuning voor Adobe Flash is het spel sinds begin 2021 ook te downloaden en te installeren als programma.

## Prijzen
Seafight is bij de "Deutschen Entwicklerpreis 2006" op de tweede plaats in de categorie "Beste Duitse Browsergame 2006" geëindigd.